# Одервиј
Одервиј (фр. Auderville) насеље је и општина у северној Француској у региону Доња Нормандија, у департману Манш која припада префектури Cherbourg.
По подацима из 2011. године у општини је живело 261 становника, а густина насељености је износила 60,28 становника/km². Општина се простире на површини од 4,33 km². Налази се на средњој надморској висини од 60 метара (максималној 133 m, а минималној 0 m).

## Демографија
| 1962. | 1968. | 1975. | 1982. | 1990. | 1999. | 2011. |
| ----- | ----- | ----- | ----- | ----- | ----- | ----- |
| 232   | 233   | 204   | 218   | 283   | 283   | 261   |

График промене броја становника у току последњих година